# Vrčići
Vrčići falu Horvátországban Zára megyében. Közigazgatásilag Paghoz tartozik.

## Fekvése
Pagtól 10 km-re délkeletre, a sziget délkeleti részén, a Pagot Zárával összekötő 106-os számú út mentén fekszik.

## Története
A falu a 19. században keletkezett a Stupičić család itteni letelepedésével pagi Vidolin(Matešić) nemesi család birtokán. A család rabi eredetű, tagjai már a 17. században megtalálhatók a rabi kereszteltek anyakönyvében. 1815-óta a bécsi kongresszus határozata alapján a Habsburg Birodalom része volt, amely a Dalmát Királyság részeként Zárából igazgatta 1918-ig. 1880-ban 21, 1910-ben 30 lakosa volt. Ezt követően előbb a Szerb-Horvát-Szlovén Királyság, majd Jugoszlávia része lett. 2011-ben 41 lakosa volt.

## Lakosság
| Lakosság változása | Lakosság változása | Lakosság változása | Lakosság változása | Lakosság változása | Lakosság változása | Lakosság változása | Lakosság változása | Lakosság változása | Lakosság változása | Lakosság változása | Lakosság változása | Lakosság változása | Lakosság változása | Lakosság változása | Lakosság változása |
| ------------------ | ------------------ | ------------------ | ------------------ | ------------------ | ------------------ | ------------------ | ------------------ | ------------------ | ------------------ | ------------------ | ------------------ | ------------------ | ------------------ | ------------------ | ------------------ |
| 1857               | 1869               | 1880               | 1890               | 1900               | 1910               | 1921               | 1931               | 1948               | 1953               | 1961               | 1971               | 1981               | 1991               | 2001               | 2011               |
| 0                  | 0                  | 21                 | 9                  | 19                 | 30                 | 30                 | 0                  | 67                 | 73                 | 82                 | 72                 | 51                 | 37                 | 43                 | 41                 |

## Fordítás
- Ez a szócikk részben vagy egészben  a   Vrčići című horvát Wikipédia-szócikk ezen változatának fordításán alapul.  Az eredeti cikk szerkesztőit annak laptörténete sorolja fel. Ez a jelzés csupán a megfogalmazás eredetét és a szerzői jogokat jelzi, nem szolgál a cikkben szereplő információk forrásmegjelöléseként.